# Giro del Trentino 2013
Il Giro del Trentino 2013, trentasettesima edizione della corsa e valida come evento del circuito UCI Europe Tour 2013 categoria 2.HC, si svolse dal 16 al 19 aprile 2013 lungo un percorso di complessivi 710,3 km suddiviso in due semitappe e tre tappe. Fu vinto dall'italiano Vincenzo Nibali dell'Astana Pro Team che concluse la competizione con il tempo di 17 ore 49 minuti e 11 secondi alla media di 39,86 km/h.
Al traguardo di Sega di Ala 108 ciclisti completarono la gara.

## Tappe
| Tappa  | Data      | Percorso                                       | km    | Vincitore di tappa | Leader cl. generale |
| ------ | --------- | ---------------------------------------------- | ----- | ------------------ | ------------------- |
| 1ª-1ª  | 16 aprile | Lienz (AUT) > Lienz (AUT)                      | 128,5 | Maxime Bouet       | Maxime Bouet        |
| 1ª-2ª  | 16 aprile | Lienz (AUT) > Lienz (AUT) (cron. a squadre)    | 14,1  | Sky Procycling     | Josef Černý         |
| 2ª     | 17 aprile | Sillian (AUT) > Vetriolo Terme Val dei Mocheni | 224,8 | Kanstancin Siŭcoŭ  | Maxime Bouet        |
| 3ª     | 18 aprile | Pergine Valsugana > Condino                    | 176,1 | Ivan Santaromita   | Maxime Bouet        |
| 4ª     | 19 aprile | Arco > Sega di Ala                             | 166,8 | Vincenzo Nibali    | Vincenzo Nibali     |
| Totale | Totale    | Totale                                         | 710,3 |                    |                     |

## Squadre partecipanti
| N.    | Cod. | Squadra                      |
| ----- | ---- | ---------------------------- |
| 1-8   | ALM  | AG2R La Mondiale             |
| 11-18 | AST  | Astana Pro Team              |
| 21-28 | BMC  | BMC Racing Team              |
| 31-38 | CAN  | Cannondale Pro Cycling       |
| 41-48 | LAM  | Lampre-Merida                |
| 51-58 | SKY  | Sky Procycling               |
| 61-68 | EUC  | Team Europcar                |
| 71-78 | AND  | Androni Giocattoli-Venezuela |
| 81-88 | BAR  | Bardiani Valvole-CSF Inox    |

| N.      | Cod. | Squadra                     |
| ------- | ---- | --------------------------- |
| 91-98   | COL  | Colombia                    |
| 101-108 | VIN  | Vini Fantini-Selle Italia   |
| 111-118 | CJR  | Caja Rural-Seguros RGA      |
| 121-128 | CCC  | CCC Polsat-Polkowice        |
| 131-138 | CSS  | Champion System             |
| 141-148 | MTN  | MTN-Qhubeka                 |
| 151-158 | TNE  | Team NetApp-Endura          |
| 161-168 | RVL  | RusVelo                     |
| 171-178 | CEF  | Ceramica Flaminia-Fondriest |

## Dettagli delle tappe

### 1ª tappa-1ª semitappa
- 16 aprile: Lienz (Austria) > Lienz (Austria) – 128,5 km

Risultati
| Pos. | Corridore         | Squadra    | Tempo    |
| ---- | ----------------- | ---------- | -------- |
| 1    | Maxime Bouet      | AG2R La M. | 2h48'59" |
| 2    | Josef Černý       | CCC Polsat | s.t.     |
| 3    | Michael Rodríguez | Colombia   | s.t.     |

| Pos. | Corridore         | Squadra    | Tempo    |
| ---- | ----------------- | ---------- | -------- |
| 1    | Maxime Bouet      | AG2R La M. | 2h48'53" |
| 2    | Josef Černý       | CCC Polsat | a 2"     |
| 3    | Michael Rodríguez | Colombia   | a 4"     |

### 1ª tappa-2ª semitappa
- 16 aprile: Lienz (Austria) > Lienz (Austria) – Cronometro a squadre – 14,1 km

Risultati
| Pos. | Squadra         | Tempo  |
| ---- | --------------- | ------ |
| 1    | Sky Procycling  | 15'20" |
| 2    | Astana Pro Team | a 13"  |
| 3    | Lampre-Merida   | a 16"  |

| Pos. | Corridore         | Squadra    | Tempo    |
| ---- | ----------------- | ---------- | -------- |
| 1    | Josef Černý       | CCC Polsat | 3h05'07" |
| 2    | Maxime Bouet      | AG2R La M. | a 11"    |
| 3    | Michael Rodríguez | Colombia   | a 16"    |

### 2ª tappa
- 17 aprile: Sillian (Austria) > Vetriolo Terme Val dei Mocheni – 224,8 km

Risultati
| Pos. | Corridore          | Squadra        | Tempo    |
| ---- | ------------------ | -------------- | -------- |
| 1    | Kanstancin Siŭcoŭ  | Sky Procycling | 5h48'07" |
| 2    | Mauro Santambrogio | Vini Fantini   | a 4"     |
| 3    | Vincenzo Nibali    | Astana         | a 19"    |

| Pos. | Corridore         | Squadra        | Tempo    |
| ---- | ----------------- | -------------- | -------- |
| 1    | Maxime Bouet      | AG2R La M.     | 8h55'48" |
| 2    | Kanstancin Siŭcoŭ | Sky Procycling | a 3'19"  |
| 3    | Pavel Kočetkov    | RusVelo        | a 3'35"  |

### 3ª tappa
- 18 aprile: Pergine Valsugana > Condino – 176,1 km

Risultati
| Pos. | Corridore        | Squadra       | Tempo    |
| ---- | ---------------- | ------------- | -------- |
| 1    | Ivan Santaromita | BMC Racing    | 4h26'25" |
| 2    | Paolo Tiralongo  | Astana        | s.t.     |
| 3    | Michele Scarponi | Lampre-Merida | s.t.     |

| Pos. | Corridore         | Squadra        | Tempo     |
| ---- | ----------------- | -------------- | --------- |
| 1    | Maxime Bouet      | AG2R La M.     | 13h23'36" |
| 2    | Kanstancin Siŭcoŭ | Sky Procycling | a 3'19"   |
| 3    | Bradley Wiggins   | Sky Procycling | a 3'48"   |

### 4ª tappa
- 19 aprile: Arco > Sega di Ala – 166,8 km

Risultati
| Pos. | Corridore          | Squadra       | Tempo    |
| ---- | ------------------ | ------------- | -------- |
| 1    | Vincenzo Nibali    | Astana        | 4h21'48" |
| 2    | Mauro Santambrogio | Vini Fantini  | a 8"     |
| 3    | Przemysław Niemiec | Lampre-Merida | a 44"    |

| Pos. | Corridore          | Squadra      | Tempo     |
| ---- | ------------------ | ------------ | --------- |
| 1    | Vincenzo Nibali    | Astana       | 17h49'11" |
| 2    | Mauro Santambrogio | Vini Fantini | a 21"     |
| 3    | Maxime Bouet       | AG2R La M.   | a 55"     |

## Evoluzione delle classifiche
| Tappa              | Vincitore          | Classifica generale Maglia ciclamino | Classifica scalatori Maglia verde | Classifica trag. volanti Maglia rossa | Classifica giovani Maglia bianca | Premio combattività Maglia gialla | Classifica a squadre   |
| ------------------ | ------------------ | ------------------------------------ | --------------------------------- | ------------------------------------- | -------------------------------- | --------------------------------- | ---------------------- |
| 1ª-1ª              | Maxime Bouet       | Maxime Bouet                         | Michael Rodríguez                 | Pavel Kočetkov                        | Josef Černý                      | Xu Gang                           | Colombia               |
| 1ª-2ª              | Sky Procycling     | Josef Černý                          | Michael Rodríguez                 | Pavel Kočetkov                        | Josef Černý                      |                                   | CCC Polsat-Polkowice   |
| 2ª                 | Kanstancin Siŭcoŭ  | Maxime Bouet                         | Kanstancin Siŭcoŭ                 | Pavel Kočetkov                        | Michael Rodríguez                |                                   | Caja Rural-Seguros RGA |
| 3ª                 | Ivan Santaromita   | Maxime Bouet                         | Michele Scarponi                  | Cayetano Sarmiento                    | Fabio Aru                        | Paolo Tiralongo                   | Astana Pro Team        |
| 4ª                 | Vincenzo Nibali    | Vincenzo Nibali                      | Vincenzo Nibali                   | Jarlinson Pantano                     | Fabio Aru                        | Przemysław Niemiec                | Astana Pro Team        |
| Classifiche finali | Classifiche finali | Vincenzo Nibali                      | Vincenzo Nibali                   | Jarlinson Pantano                     | Fabio Aru                        | -                                 | Astana Pro Team        |

## Classifiche finali

### Classifica generale - Maglia fucsia
| Pos. | Corridore          | Squadra        | Tempo     |
| ---- | ------------------ | -------------- | --------- |
| 1    | Vincenzo Nibali    | Astana         | 17h49'11" |
| 2    | Mauro Santambrogio | Vini Fantini   | a 21"     |
| 3    | Maxime Bouet       | AG2R La M.     | a 55"     |
| 4    | Fabio Aru          | Astana         | a 1'16"   |
| 5    | Bradley Wiggins    | Sky Procycling | a 1'40"   |
| 6    | Przemysław Niemiec | Lampre-Merida  | a 1'45"   |
| 7    | Stefano Pirazzi    | Bardiani       | a 2'15"   |
| 8    | Cadel Evans        | BMC Racing     | a 2'18"   |
| 9    | Stefano Locatelli  | Bardiani       | a 3'05"   |
| 10   | Pierre Rolland     | Europcar       | a 3'22"   |

### Classifica scalatori - Maglia verde
| Pos. | Corridore          | Squadra        | Punti |
| ---- | ------------------ | -------------- | ----- |
| 1    | Vincenzo Nibali    | Astana         | 16    |
| 2    | Mauro Santambrogio | Vini Fantini   | 16    |
| 3    | Michele Scarponi   | Lampre-Merida  | 9     |
| 4    | Kanstancin Siŭcoŭ  | Sky Procycling | 8     |
| 5    | José Serpa         | Lampre-Merida  | 6     |

### Classifica a punti
| Pos. | Corridore           | Squadra       | Punti |
| ---- | ------------------- | ------------- | ----- |
| 1    | Jarlinson Pantano   | Colombia      | 6     |
| 2    | Cayetano Sarmiento  | Cannondale    | 6     |
| 3    | Pavel Kočetkov      | RusVelo       | 6     |
| 4    | Michael Schwarzmann | NetApp-Endura | 6     |
| 5    | Fabio Felline       | Androni       | 4     |

### Classifica giovani - Maglia bianca
| Pos. | Corridore         | Squadra       | Tempo     |
| ---- | ----------------- | ------------- | --------- |
| 1    | Fabio Aru         | Astana        | 17h50'27" |
| 2    | Stefano Locatelli | Bardiani      | a 1'49"   |
| 3    | Diego Rosa        | Androni       | a 3'44"   |
| 4    | Jonathan Monsalve | Vini Fantini  | a 8'36"   |
| 5    | Mattia Cattaneo   | Lampre-Merida | a 16'35"  |

### Classifica a squadre
| Pos. | Squadra                      | Tempo    |
| ---- | ---------------------------- | -------- |
| 1    | Astana Pro Team              | 53h00'36 |
| 2    | Caja Rural-Seguros RGA       | a 6'02"  |
| 3    | Androni Giocattoli-Venezuela | a 16'25" |
| 4    | Vini Fantini-Selle Italia    | a 18'58" |
| 5    | Sky Procycling               | a 22'45" |